# Seznam přehradních nádrží v Česku

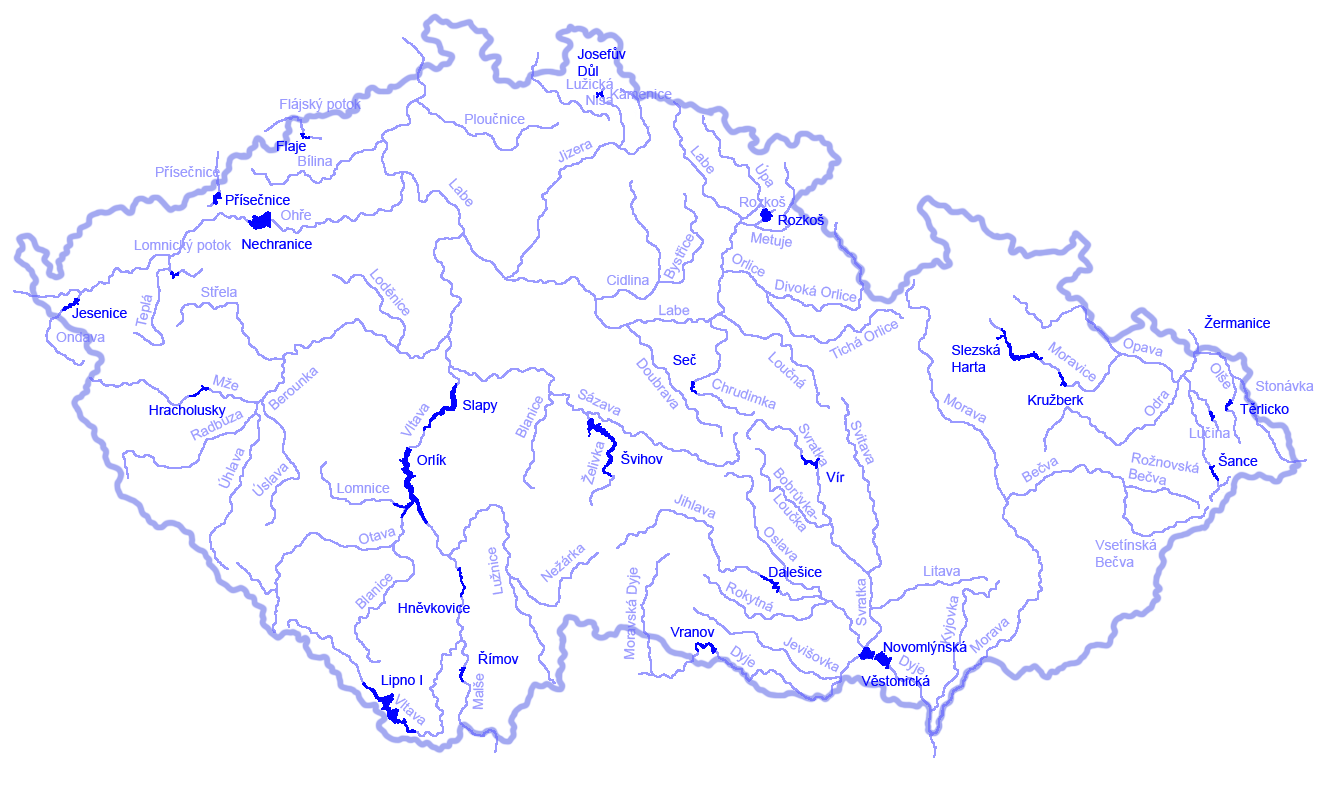
Mapa 25 největších přehradních nádrží v Česku

Seznam přehradních nádrží v Česku

## Podle velikosti
Dosud existující přehradní nádrže v České republice uspořádané podle rozlohy.

### Větší než 2,5 km²
| Jméno         | Rozloha [ha] | Hloubka [m] | Objem [mil. m³] | Rok dokončení | Kraj                   | Odtok (povodí) | Nadm. výška [m] | Poznámka                |
| ------------- | ------------ | ----------- | --------------- | ------------- | ---------------------- | -------------- | --------------- | ----------------------- |
| Lipno I       | 4 909,760    | 21,98       | 306,000         | 1957          | Jihočeský              | Vltava         | 725,60          | Délka 42 km, Šířka 5 km |
| Orlík         | 2 545,540    | 74,00       | 716,500         | 1960          | Jihočeský, Středočeský | Vltava         | 353,60          | Délka 68 km             |
| Novomlýnská   | 1 668,000    | 7,54        | 87,750          | 1988          | Jihomoravský           | Dyje           | 171,24          | Délka 7,8 km            |
| Švihov        | 1 337,550    | 56,40       | 309,000         | 1968          | Středočeský, Vysočina  | Želivka        | 379,80          | Délka 39,1 km           |
| Nechranice    | 1 307,770    | 46,05       | 287,632         | 1968          | Ústecký                | Ohře           | 273,05          |                         |
| Slapy         | 1 241,150    | 51,40       | 269,300         | 1955          | Středočeský            | Vltava         | 270,60          | Délka 43 km             |
| Věstonická    | 1 033,000    | 5,02        | 34,000          | 1980          | Jihomoravský           | Dyje           | 171,42          |                         |
| Rozkoš        | 1 001,250    | 16,50       | 88,208          | 1966          | Královéhradecký        | Rozkoš         | 282,60          |                         |
| Slezská Harta | 873,900      | 62,80       | 218,740         | 1997          | Moravskoslezský        | Moravice       | 498,80          |                         |
| Vranov        | 761,300      | 45,06       | 132,696         | 1934          | Jihomoravský           | Dyje           | 352,00          |                         |
| Jesenice      | 759,879      | 18,10       | 60,150          | 1961          | Karlovarský            | Odrava         | 440,70          |                         |
| Mušovská      | 531,000      | 4,04        | 12,186          | 1978          | Jihomoravský           | Dyje           | 171,54          |                         |
| Dalešice      | 517,033      | 85,50       | 126,900         | 1978          | Vysočina               | Jihlava        | 381,50          |                         |
| Hracholusky   | 421,253      | 26,00       | 42,350          | 1964          | Plzeňský               | Mže            | 357,97          |                         |
| Hněvkovice    | 403,751      | 21,00       | 22,200          | 1992          | Jihočeský              | Vltava         | 370,10          |                         |
| Přísečnice    | 340,823      | 45,58       | 54,690          | 1976          | Ústecký                | Přísečnice     | 734,28          |                         |
| Skalka        | 338,495      | 13,60       | 19,555          | 1964          | Karlovarský            | Ohře           | 443,60          |                         |
| Šance         | 337,000      | 64,07       | 61,750          | 1969          | Moravskoslezský        | Ostravice      | 506,91          |                         |
| Kružberk      | 280,000      | 31,00       | 35,530          | 1955          | Moravskoslezský        | Moravice       | 431,10          |                         |
| Těrlicko      | 267,600      | 28,36       | 37,390          | 1964          | Moravskoslezský        | Stonávka       | 277,46          |                         |
| Brno          | 259,000      | 19,86       | 31,000          | 1940          | Jihomoravský           | Svratka        | 230,08          |                         |

### Menší než 2,5 km²
| Jméno                 | Rozloha [ha] | Hloubka [m]  | Objem [mil. m³] | Rok dokončení | Kraj                 | Odtok (povodí)                                                      | Nadm. výška [m.n.m.] | Poznámka |
| --------------------- | ------------ | ------------ | --------------- | ------------- | -------------------- | ------------------------------------------------------------------- | -------------------- | -------- |
| Žermanice             | 247          | 28           | 25,027          | 1957          | Moravskoslezský      | Lučina                                                              |                      |          |
| Vír I                 | 223,6        | 65,6         | 56,193          | 1958          | Vysočina             | Svratka                                                             |                      |          |
| Římov                 | 228,58       | 43           | 33,637          | 1978          | Jihočeský            | Malše                                                               |                      |          |
| Seč I                 | 220,1        | 34           | 22,1            | 1934          | Vysočina, Pardubický | Chrudimka                                                           |                      |          |
| Kamýk                 | 171,19       | 14           | 12,8            | 1961          | Středočeský          | Vltava                                                              |                      |          |
| Nýrsko                | 163,3        | 34           | 20,8            | 1969          | Plzeňský             | Úhlava                                                              |                      |          |
| Stanovice             | 141,33       | 60           | 27,8            | 1978          | Karlovarský          | Lomnický potok                                                      |                      |          |
| Josefův Důl           | 138,1        | 44           | 22,114          | 1982          | Liberecký            | Kamenice                                                            |                      |          |
| Fláje                 | 136,01       | 48,4         | 23,1            | 1960          | Ústecký              | Flájský potok                                                       |                      |          |
| Žlutice               | 128,94       | 23,85        | 12,8            | 1968          | Karlovarský          | Střela                                                              |                      |          |
| Horka                 | 125,55       | 34           | 21,35           | 1970          | Karlovarský          | Libocký potok                                                       |                      |          |
| Vrané                 | 122,53       | 10           | 11,1            | 1933          | Středočeský          | Vltava                                                              |                      |          |
| Mohelno               | 117,4        | 40           | 17,1            | 1977          | Vysočina             | Jihlava                                                             |                      |          |
| Letovice              | 110,9        | 27,3         | 11,643          | 1976          | Jihomoravský         | Křetínka                                                            |                      |          |
| České Údolí           | 110,54       | 7,6          | 3,2             | 1973          | Plzeňský             | Radbuza                                                             |                      |          |
| Pastviny              | 110,3        | 24           | 11,033          | 1936          | Pardubický           | Divoká Orlice                                                       |                      |          |
| Vrchlice              | 102,77       | 33           | 9,785           | 1968          | Středočeský          | Vrchlice                                                            |                      |          |
| Trnávka               | 99,08        | 12           | 5,3             | 1969          | Vysočina             | Trnava                                                              |                      |          |
| Mostiště              | 93           | 31           | 11,937          | 1960          | Vysočina             | Oslava                                                              |                      |          |
| Olešná                | 88           | 5,6 (prům.)  | 4,41            | 1964          | Moravskoslezský      | Olešná                                                              |                      |          |
| Souš                  | 85,89        | 20           | 7,56            | 1915          | Liberecký            | Černá Desná                                                         |                      |          |
| Les Království        | 85           | 28           | 9,158           | 1916          | Královéhradecký      | Labe                                                                |                      |          |
| Hamry                 | 80,55        | 4,5 (prům.)  | 3,617           | 1912          | Pardubický           | Chrudimka                                                           |                      |          |
| Slušovice             | 78,42        | 12,7 (prům.) | 9,949           | 1976          | Zlínský              | Dřevnice                                                            |                      |          |
| Štěchovice            | 75,21        | 22           | 11,2            | 1939          | Středočeský          | Vltava                                                              |                      |          |
| Oleksovice            | 72           | ...          | ...             | 1894          | Jihomoravský         | Skalička                                                            |                      |          |
| Klíčava               | 71,40        | 13,9 (prům.) | 10,42           | 1955          | Středočeský          | Klíčava                                                             |                      |          |
| Opatovice             | 70,51        | 33           | 9,867           | 1972          | Jihomoravský         | Malá Haná                                                           |                      |          |
| Morávka               | 69,9         | 38           | 11,95           | 1967          | Moravskoslezský      | Morávka                                                             |                      |          |
| Plumlov               | 68           | 12           | 5,566           | 1932          | Olomoucký            | Hloučela                                                            |                      |          |
| Kořensko              | 65 (cca)     | ...          | 2,8             | 1991          | Jihočeský            | Lužnice, Vltava                                                     |                      |          |
| Lučina                | 63,42        | 22           | 4,611           | 1975          | Plzeňský             | Mže                                                                 |                      |          |
| Fryšták               | 62,2         | 4,7 (prům.)  | 2,95            | 1939          | Zlínský              | Fryštácký potok                                                     |                      |          |
| Výrovice              | 62,1         | 13           | 4,232           | 1983          | Jihomoravský         | Jevišovka                                                           |                      |          |
| Pilská                | 57,6         | 8,8          | ...             | 1960          | Vysočina             | Sázava                                                              |                      |          |
| Hubenov               | 55           | 19           | 3,385           | 1972          | Vysočina             | Maršovský potok                                                     |                      |          |
| Nová Říše             | 53,5         | 19,9         | 3,09            | 1985          | Vysočina             | Olšanský potok                                                      |                      |          |
| Boskovice             | 53,3         | 13,8 (prum.) | 7,343           | 1990          | Jihomoravský         | Bělá                                                                |                      |          |
| Znojmo                | 53,3         | 13,4         | 4,29            | 1966          | Jihomoravský         | Dyje                                                                |                      |          |
| Jordán                | 51,77        | 15,2         | 3               | 1492          | Jihočeský            | Košínský potok                                                      |                      |          |
| Karolinka             | 50,83        | 35           | 7,645           | 1985          | Zlínský              | Velká Stanovnice                                                    |                      |          |
| Podhora               | 45,95        | 7,9          | 3,032           | 1956          | Karlovarský          | Teplá                                                               |                      |          |
| Modlany               | 44,06        | ...          | 0,722           | ...           | Ústecký              | Drahkovský potok, Modlanský potok                                   |                      |          |
| Hostivař              | 42           | 12           | 2,13            | 1961          | Praha                | Botič                                                               |                      |          |
| Bedřichov             | 41,5         | 15 (prům.)   | 2,103           | 1905          | Liberecký            | Černá Nisa                                                          |                      |          |
| Kateřina              | 41,27        | ...          | ...             | ...           | Ústecký              | Lochočický potok, Maršovský potok, Unčínský potok, Zalužanský potok |                      |          |
| Landštejn             | 40,5         | 8,1 (prům.)  | 3,261           | 1973          | Jihočeský            | Pstruhovec                                                          |                      |          |
| Stráž pod Ralskem     | 40,45        | 2,4 (prům.)  | 1,778           | 1913          | Liberecký            | Ploučnice                                                           |                      |          |
| Luhačovice            | 40           | 16,5 (cca)   | 2,7             | 1930          | Zlínský              | Šťávnice                                                            |                      |          |
| Mšeno                 | 39,78        | 15           | 2,785           | 1907          | Liberecký            | Mšenský potok                                                       |                      |          |
| Bystřička             | 38           | 26           | 4,96            | 1912          | Zlínský              | Bystřička                                                           |                      |          |
| Koryčany              | 35,15        | 7,3 (prům.)  | 2,564           | 1959          | Zlínský              | Kyjovka                                                             |                      |          |
| Baška                 | 33           | 6            | 1,08            | 1961          | Moravskoslezský      | Baštice                                                             |                      |          |
| Lipno II              | 32,52        | 3,7 (prům.)  | 1,69            | 1960          | Jihočeský            | Vltava                                                              |                      |          |
| Klabava               | 32,31        | 2,8 (prům.)  | 1,25            | 1957          | Plzeňský             | Klabava                                                             |                      |          |
| Křižanovice I         | 31,8         | 6,4 (prům.)  | 2,036           | 1953          | Pardubický           | Chrudimka                                                           |                      |          |
| Loupnice              | 30           | ...          | 1,040           | 1959          | Ústecký              | Loupnice                                                            |                      |          |
| Labská                | 26,78        | 28           | 3,292           | 1915          | Královéhradecký      | Labe                                                                |                      |          |
| Husinec               | 25,63        | 9,9 (prům.)  | 5,64            | 1939          | Jihočeský            | Blanice                                                             |                      |          |
| Vidhostice            | 24,16        | 28           | 1,075           | 1990          | Ústecký              | Mlýnecký potok                                                      |                      |          |
| Sedlice               | 23,99        | 15           | 1,87            | 1927          | Vysočina             | Želivka                                                             |                      |          |
| Pocheň                | 23,5         | 16           | 0,817           | 1975          | Moravskoslezský      | Čižina                                                              |                      |          |
| Kadaň                 | 22,01        | 11           | 2,707           | 1972          | Ústecký              | Ohře                                                                |                      |          |
| Všechlapy             | 21,35        | 3,9 (prům.)  | 1,371           | 1961          | Ústecký              | Bouřlivec                                                           |                      |          |
| Pařížov               | 20,9         | 22           | 1,77            | 1913          | Pardubický           | Doubrava                                                            |                      |          |
| Němčice               | 20,78        | 3,9 (prům.)  | 0,85            | 1982          | Vysočina             | Sedlický potok                                                      |                      |          |
| Nemilka               | 20,680       | 7,5 (prům.)  | ...             | 1971          | Olomoucký            | Nemilka                                                             |                      |          |
| Březová               | 19,99        | 17           | 5,687           | 1934          | Karlovarský          | Teplá                                                               |                      |          |
| Zaječice              | 19,9         | 4,4          | 0,445           | 1976          | Ústecký              | Hutní potok                                                         |                      |          |
| Tatrovice             | 18,84        | 6,5 (prům.)  | 1,165           | 1970          | Karlovarský          | Tatrovický potok                                                    |                      |          |
| Větřkovice            | 18,6         | 5,6 (prům.)  | 1,09            | 1976          | Moravskoslezský      | Svěcený potok                                                       |                      |          |
| Pilská                | 18,09        | ...          | ...             | 1853          | Středočeský          | Pilský potok                                                        |                      |          |
| Džbán                 | 18           | 7,5          | ...             | 1968          | Praha                | Šárecký potok                                                       |                      |          |
| Blatnička             | 18           | ...          | 0,5             | ...           | Jihomoravský         | Svodnice                                                            |                      |          |
| Košín                 | 18           | ...          | ...             | 1978          | Jihočeský            | Košínský potok                                                      |                      |          |
| Otvice                | 16,95        | 4            | 0,445           | 1971          | Ústecký              | Otvický potok                                                       |                      |          |
| Jirkov                | 16,53        | 47,6         | 2,769           | 1965          | Ústecký              | Bílina                                                              |                      |          |
| Dlouhé stráně (dolní) | 16,3         | ...          | 3,405           | 1992          | Olomoucký            | Divoká Desná                                                        |                      |          |
| Křižanovice II        | 15,95        | ...          | 0,36            | 1954          | Pardubický           | Chrudimka                                                           |                      |          |
| Bojkovice             | 15,45        | 16           | 0,965           | 1966          | Zlínský              | Kolelačský potok                                                    |                      |          |
| Dlouhé stráně (horní) | 15,4         | 26           | 2,721           | 1993          | Olomoucký            | PVE Dlouhé stráně                                                   |                      |          |
| Horní Bečva           | 15           | ...          | 0,678           | 1944          | Zlínský              | Rožnovská Bečva                                                     |                      |          |
| Strž                  | 14,94        | ...          | ...             | 1972          | Vysočina             | Stržský potok                                                       |                      |          |
| Staviště              | 14,84        | ...          | 10,96           | 1959          | Vysočina             | Staviště                                                            |                      |          |
| Újezd                 | 14,46        | 12,6         | 8,4             | 1981          | Ústecký              | Bílina                                                              |                      |          |
| Humenice              | 14,19        | ...          | 0,808           | 1988          | Jihočeský            | Stropnice                                                           |                      |          |
| Harcov                | 14,07        | ...          | 0,687           | 1904          | Liberecký            | Harcovský potok                                                     |                      |          |
| Břevnice              | 14           | ...          | 0,4             | 1959          | Vysočina             | Břevnický potok                                                     |                      |          |
| Láz                   | 13,41        | ...          | 0,805           | 1850          | Středočeský          | Litavka                                                             |                      |          |
| Kožichovice           | 13,1         | ...          | 0,618           | 1985          | Vysočina             | Markovka                                                            |                      |          |
| Jevišovice            | 12,6         | ...          | 0,551           | 1896          | Jihomoravský         | Jevišovka                                                           |                      |          |
| Vír II                | 12,5         | ...          | 0,29            | 1954          | Vysočina             | Svratka                                                             |                      |          |
| Ludkovice             | 12,43        | ...          | 0,69            | 1968          | Zlínský              | Ludkovický potok                                                    |                      |          |
| Těšetice              | 12           | ...          | 0,852           | 1983          | Jihomoravský         | Únanovka                                                            |                      |          |
| Moravská Třebová      | 11           | ...          | 0,221           | 1962          | Pardubický           | Třebůvka                                                            |                      |          |
| Lobník                | 10           | 0,8 (prům.)  | 1,220           | 1955          | Moravskoslezský      | Lobnický potok                                                      |                      |          |
| Záskalská             | 9,48         | ...          | 0,67            | 1959          | Středočeský          | Červený potok                                                       |                      |          |
| Obecnice              | 9,42         | ...          | 0,543           | 1966          | Středočeský          | Obecnický potok                                                     |                      |          |
| Chřibská              | 9,28         | 22,9         | 1,212           | 1926          | Ústecký              | Chřibská Kamenice                                                   |                      |          |
| Křimov                | 9,09         | ...          | 1,48            | 1959          | Ústecký              | Křimovský potok                                                     |                      |          |
| Krásné u Šumperka     | 9            | ...          | ...             | po 1980       | Moravskoslezský      | Hraběšický potok                                                    |                      |          |
| Jiviny                | 9            | ...          | 0,138           | 1984          | Praha                | Litovický potok, Řepský potok                                       |                      |          |
| Rýzmburk              | 9 (cca)      | ...          | 0,764           | 1972          | Středočeský          | Rýzmburský potok                                                    |                      |          |
| Janov                 | 8,42         | ...          | 1,67            | 1914          | Ústecký              | Loupnice                                                            |                      |          |
| Fojtka                | 6,88         | 10           | 0,322           | 1906          | Liberecký            | Fojtka                                                              |                      |          |
| Vřesník               | 6,69         | 5            | 0,37            | 1970          | Vysočina             | Želivka                                                             |                      |          |
| Osvětimany            | 6,6          | ...          | 0,33            | 1985          | Zlínský              | Klimentský potok                                                    |                      |          |
| Bílý Halštrov         | 6,6          | 7            | ...             | ...           | Karlovarský          | Bílý Halštrov                                                       |                      |          |
| Štramberk             | 6,4          | ...          | 0,1375          | 1958          | Moravskoslezský      | Sedlnice                                                            |                      |          |
| Kostolnica            | 6            | ...          | ...             | ...           | Jihomoravský         | Sudoměřický potok                                                   |                      |          |
| Sedlinka              | 5,93         | ...          | ...             | ...           | Moravskoslezský      | Sedlinka                                                            |                      |          |
| Suchomasty            | 5,77         | ...          | 0,41            | 1960          | Středočeský          | Suchomastský potok                                                  |                      |          |
| Rudolfov              | 5,6          | ...          | ...             | ...           | Liberecký            | Černá Nisa                                                          |                      |          |
| Mlýnice               | 5,2          | 14           | 0,271           | 1906          | Liberecký            | Albrechtický potok                                                  |                      |          |
| Jahodnice             | 5,1          | 12,5         | ...             | 1964          | Královéhradecký kraj | Úlibický potok                                                      |                      |          |
| Homole                | 5            | 10           | 0,5             | 1947          | Jihočeský            | Vltava                                                              |                      |          |
| Padrty                | 4,8          | ...          | ...             | 1947          | Pardubický           | Chrudimka                                                           |                      |          |
| Kamenička             | 4,34         | ...          | 0,714           | 1904          | Ústecký              | Kamenička                                                           |                      |          |
| Malý Jordán           | 4            | ...          | ...             | 1950          | Jihočeský            | Košínský potok                                                      |                      |          |
| Plasy                 | 4 (cca)      | ...          | ...             | 1956          | Plzeňský             | Střela                                                              |                      |          |
| Soběnov               | 3,8          | 5,4          | 0,0732          | 1930          | Jihočeský            | Černá                                                               |                      |          |
| Mariánské Lázně       | 3,78         | ...          | 0,278           | 1896          | Karlovarský          | Úšovický potok                                                      |                      |          |
| Myslivny              | 2,98         | ...          | 0,06            | 1959          | Karlovarský          | Černá                                                               |                      |          |
| Brušperk              | 2,9          | ...          | ...             | ...           | Moravskoslezský      | Horní Kotbach                                                       |                      |          |
| Kacabaja              | 2,80         | 7            | 0,047           | ...           | Moravskoslezský      | Zrzávka                                                             |                      |          |
|                       |              |              |                 |               |                      |                                                                     |                      |          |
| Velká Černoc          | 2,1          | ...          | ...             | ...           | Ústecký              | Černocký potok                                                      |                      |          |
| Ivanské jezero        | 2,01         | 6,9          | ...             | 1907          | Královéhradecký kraj | Javornický potok                                                    |                      |          |
| Kyjov                 | 2            | 7            | ...             | ...           | Ústecký              | Sýrový potok                                                        |                      |          |
| Zákraví               | 1,92         | ...          | ...             | 1967          | Královéhradecký      | Janovský potok                                                      |                      |          |
| Hrabišín              | 1,6          | ...          | 0,033           | 1986          | Olomoucký            | Loučský potok                                                       |                      |          |
| Kamenná               | 1,6          | ...          | ...             | 2000          | Olomoucký            | Rohelnice                                                           |                      |          |
| Opatovsko             | 1,2          | ...          | ...             | ...           | Zlínský              | Švábský potok                                                       |                      |          |
| Naděje                | 1,160        | ...          | 0,033           | 1938          | Liberecký            | Hamerský potok                                                      |                      |          |
| Lesenská přehrada     | 0,82         | 12           | ...             | ...           | Ústecký              | Lesenský potok                                                      |                      |          |
| Jílové                | 0,723        | ...          | ...             | ...           | Ústecký              | Jílovský potok                                                      |                      |          |
| Jezeří                | 0,64         | 17,54        | 0,053           | 1904          | Ústecký              | Vesnický potok                                                      |                      |          |

### Jezové zdrže
| Jezová zdrž | Rozloha [ha] | Hloubka [m] | Objem [mil. m³] | Rok dokončení | Kraj    | Odtékající řeka |
| ----------- | ------------ | ----------- | --------------- | ------------- | ------- | --------------- |
| Střekov     | 310          | 13          | ...             | 1935          | Ústecký | Labe            |

## Již neexistující nádrže
| Přehradní nádrž | Rok dokončení | Rok zániku   | Kraj      | Řeka       |
| --------------- | ------------- | ------------ | --------- | ---------- |
| Desná           | 1915          | 1916         | Liberecký | Bílá Desná |
| Dřínov          | 1955          | po r. 1981   | Ústecký   | Ohře       |
| Kyjice          | ?             | před r. 1981 | Ústecký   | Bílina     |

## Potenciální a plánované vodní nádrže
V roce 2011 připravilo ministerstvo zemědělství a ministerstvo životního prostředí generel území chráněných pro akumulaci povrchových vod (označovaných také zkratkou LAPV). Ten tvoří 65 vytipovaných území, která jsou chráněná jako území vhodná pro potenciální vybudování přehradních nádrží, nemusí se tedy jednat o plánované nádrže.
V roce 2015 byla zahájena příprava realizace dvou vodních nádrží na území LAPV, a to Pěčína a Vlachovic, a dalších dvou nádrží v lokalitách Senomaty a Šanov v povodí Rakovnického potoka.
V Moravskoslezském kraji je plánována přehrada Nové Heřminovy na řece Opavě, která by měla zatopit část obce Nové Heřminovy.